# Спахбед
Спахбед (средње персијски: 𐭮𐭯𐭠𐭧𐭯𐭲‎‎; такође се изговара и као спахбод и спахбад, рани облик спахпат) је средње персијска титула што значи "војсковођа" који се углавном користила у Сасанидском царству. Првобитно је постојао један спахбед, зван Еран-спахбед, који је функционисао као генералисимус сасанидске војске. Од времена Хозроја I (владао 531–579), канцеларија је била подељена на четири дела, са спахбед-ом за сваки од кључних праваца. Након муслиманског освајања Персије, спахбед је на Истоку успео  да задржи власт над неприступачним планинским пределима Табаристана на јужној обали Каспијског мора, где је титула, често у исламском облику, испахбад (персијски: اس اهبپ; у арапском: اصبهبذ ʾисбахбад), преживела је као званична титула све до монголских освајања у 13. веку.  Еквивалентна титула персијског порекла, испахсалар, стекла је велику вредност широм муслиманског света у периоду 10-15 века.
Титулу су такође прихватили Јермени (јерменски: սպարապետ,  [а]спарапет) и Грузијци (грузијски: სპასპეტი, спаспети), као и Хотан (спата) и Согдијана (спʾдпт) у централној Азији. Такође се потврђује у грчким изворима као аспабедес (ασπαβεδης). Титулу је оживела у 20. веку династија Пахлави, у модерном персијском облику сепахбод (سپهبد), еквивалентну генералу потпуковнику са три звездице, рангираном испод артесхбода (потпуни генерал).

## Употрба у пред-исламској Персији
Титула је потврђена у Ахеменидском царству у њеном старом персијском облику, спадхапати (од * спадха- „војска“ и * пати- „поглавар“ ), што означава главног заповедника војске. Настављено је са употребом титуле (на партском: 𐭎𐭐𐭀𐭃𐭐𐭕𐭉) у Арсацидском Партском царству, где је, чини се, била наследни положај у једној од седам великих кућа партијског племства.
Сасанидско царство, које је наследило Арсацид, задржало је титулу, о чему сведочи низ натписа из 3. века. До раног шестог века постојао је једини носилац титуле, Еран-спахбед, који је према листи приоритета коју је пружио муслимански историчар из 9. века Јакуби заузимао пету позицију у судској хијерархији.
Византијски и сиријски извори бележе велики број високих официра који су могли бити носиоци чина почетком 6. века. Тако је током Анастасијевог рата 502–506. извесни Боес (Бое), који је преговарао са византијским магистер официорумом Флавијем Целером и умро 505, у сиријским изворима назван астабидом (такође пише астабед, астабад, астабадх). Његов неименовани наследник у преговорима је такође носио ту титулу. Неки савремени научници тумачили су титулу астабед као нову канцеларију која одговара византијском магистер официоруму, коју је наводно основао Кавад I мало пре 503. године у циљу слабљења ауторитета вузург фрамадра. Али вероватно је да је ова сиријска реч једноставно корумпиран облик спахбед-а (који се у Сирији обично бележи као аспабидан) или можда асп(а)бед („шеф коњанице“), јер грчки извори дају назив другог човека Аспебедес (латински: Аспебедус), Аспеведес или Аспетиос (латински: Аспетиус). Опет, током Иберијског рата (526–532), појављује се човек по имену Аспебедес (тј. Бави), према историчару Прокопију ујак Хозроја I (владао 531–579). Затим 527. године је учествовао  у преговорима са византијским изасланицима, а 531. године предводио је инвазију на Месопотамију заједно са Канарангима и Мермероесом. Хозроје га је убио убрзо након његовог упитања у заверу са другим племићима који су њтели да га свргну у корист његовог брата Замеса.

## Реформе Хозроја I
Да би обуздао моћ надмоћног генералисимуса, Хозроје I - иако је ову реформу можда већ испланирао његов отац, Кавад I (владао 499–531) - поделио је канцеларију Еран-спахбед-а у четири регионалне команде, одговарајуће на четири традиционална кључна смера (куст, усп. Шахрестаниха и Ераншахр): „војсковођа Истока (Хорасан)“ (куст и хварасан спахбед), „вођа шефа војске“ (куст и немроз спахбед), "војсковођа на западу" (куст и хварбаран спахбед) и "војсковођа Азербејџана" (куст и Адурбадаган спахбед, где северозападна покрајина Азербејџан замењује израз "север" због негативних конотација потоњег).Пошто је ова реформа споменута само у каснијим књижевним изворима, историјска појава ове поделе или њен опстанак након владавине Хозроја I, доведен је у питање ,али низ тринаест недавно откривених печата, који дају имена осам спахбеда , могу пружити савремене доказе из времена владавине Хозроја I и његовог наследника Хормизда IV (владао 579–590); П. Поуршариати сугерише да два могу датирати из времена владавине Хозроја II (владао 590–628).
Осам познатих спахбедса су:
| Име                                 | Команда | Краљ                    | Породица    |
| ----------------------------------- | ------- | ----------------------- | ----------- |
| Кихр-Бурзен (Симах-и Бурзин)        | Исток   | Хозроје I               | Карин       |
| Дад-Бурзен-Михр (Вузургних)         | Исток   | Хормизд IV              | Карин       |
| Вахрам Адурмах (Бахрам-и Мах Адхар) | Југ     | Хозроје I и Хормизд IV  | Непознато   |
| Вех-Шахбур                          | Југ     | Хозроје I               | Непознато   |
| Пираг-и Шахрвараз (Шахрбараз)       | Југ     | Хозроје II              | Михран      |
| Вистахм (Вистахм)                   | Запад   | Хозроје II и Хормизд IV | Испахбудхан |
| Горгон или Горген (Голон Мирхан)    | Север   | Хозроје I               | Михран      |
| Сед-хош (?)                         | Север   | Хозроје I               | Михран      |

Остале власнике чина тешко је идентификовати из књижевних извора, пошто је канцеларија спахбед-а била у тандему са другим канцеларијама и титулама, попут Шахрвараза ("Вепар царства"), који се често третирају као лична имена. Даљи фактор збрке у каснијим књижевним изворима је заменљива употреба чина са млађим провинцијским редовима марзбан („граничник, марграве“) и паигосбан („окружни чувар“).

## Исламски период

### Табаристан
Током муслиманског освајања Персије, спахбед Хурасана очигледно се повукао у планине Табаристан. Тамо је позвао последњег сасанидског шаха, Јездигерда III, да пронађе уточиште, али је Јездигерд  то одбио и био убијен  651. Као и многи други локални владари широм бивших сасанидских домена, укључујући оне у суседним провинцијама Гурган и Гилан, спахбед је тада склапао споразуме са Арапима, што му је омогућило да остане практично независан владар Табаристана у замену за годишњи данак.Ово је био главни разлог помоћу кога је основана династија Дабујида, која је владала Табаристаном до 759–761, када су га Абасиди освојили и укључили у калифат као провинцију. Рани владари династије су слабо засведочени; ковали су сопствене кованице са Пахлави легендама и системом датирања почевши од пада Сасанидске династије 651, и тражили су титуле Гилгилан, Падашваргаршах(„Шах од Паташваргара“, старо име планине Табаристан) и испахбад (اسپهبذ, ново персијски облик спахбеда) Хорасан.

Наслов титуле испахбадха користили су и други редови локалних владара у региону, који су тврдили да су удаљени од сасанидске прошлости: породица Карен, чији су чланови себе видела као наследнике Дабујида и владали централним и западним Табаристаном до 839/840, и династија Бавандид у источним планинама, чији су различити огранци преживели до краја монголских освајања у 13. веку и после њих.Титулу су такође користили Дејламити који су били суседи Табаристану. У неким каснијим текстовима из овог региона, титула је једноставно означавала локалног поглавара.

### Централна Азија
У Хурасану та је титула преживела у употреби међу локалним содијским кнежевима. Испахбад се у Балху помиње 709. године, Ел Ишканд, Испахбад Наса 737. године, а иста титула се користи у вези са краљем Кабула почетком 9. века. У 1090-им се појављује као лично име заповедника Селџука, Исфабада ибн Савтигина, који је неко време преузео контролу над Меком.

## У Јерменији
Краљевина Јерменија, којом је управљао огранак Партске династије Арцасида, прихватила је термин прво у његовом персијском облику, дајући јерменском  парапет, а затим, опет под сасанидским утицајем, из средње персијског облика, дајући облик [а]спахапет. Титула је коришћена, као у Персији, за врховног команданта краљевске војске, а наслеђена је право породице Мамикониан.

## У Грузији
Институција грузијског ранга спаспета, као и њен груби еквивалентни спарапет у суседној Јерменији, дизајнирана је под утицајем сасанидског персијског спахбед-а, али се разликовала по томе што је био наследство и није укључивао само војне, већ и цивилне функције.
Према средњовековним грузијским хроникима, ранг спапета увео је први краљ Парнаваз у 3. веку пре нове ере. Канцеларија је, на различито модификован начин, преживела у средњовековној и раној модерној Грузији све до руске анексије почетком 19. века.